# 栃木県道・茨城県道287号山内上小瀬線

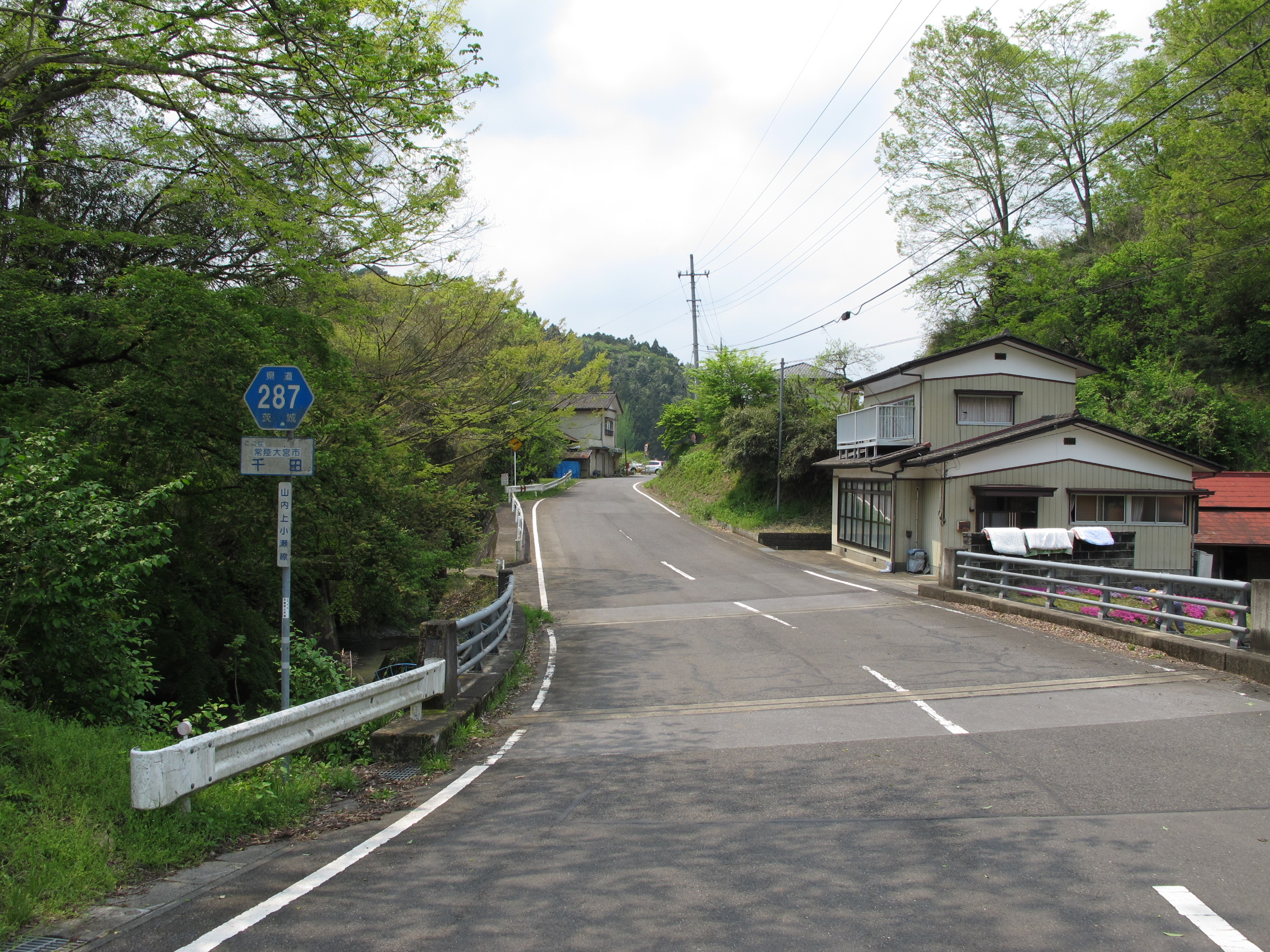
茨城県道287号山内上小瀬線
茨城県常陸大宮市千田（2012年5月）

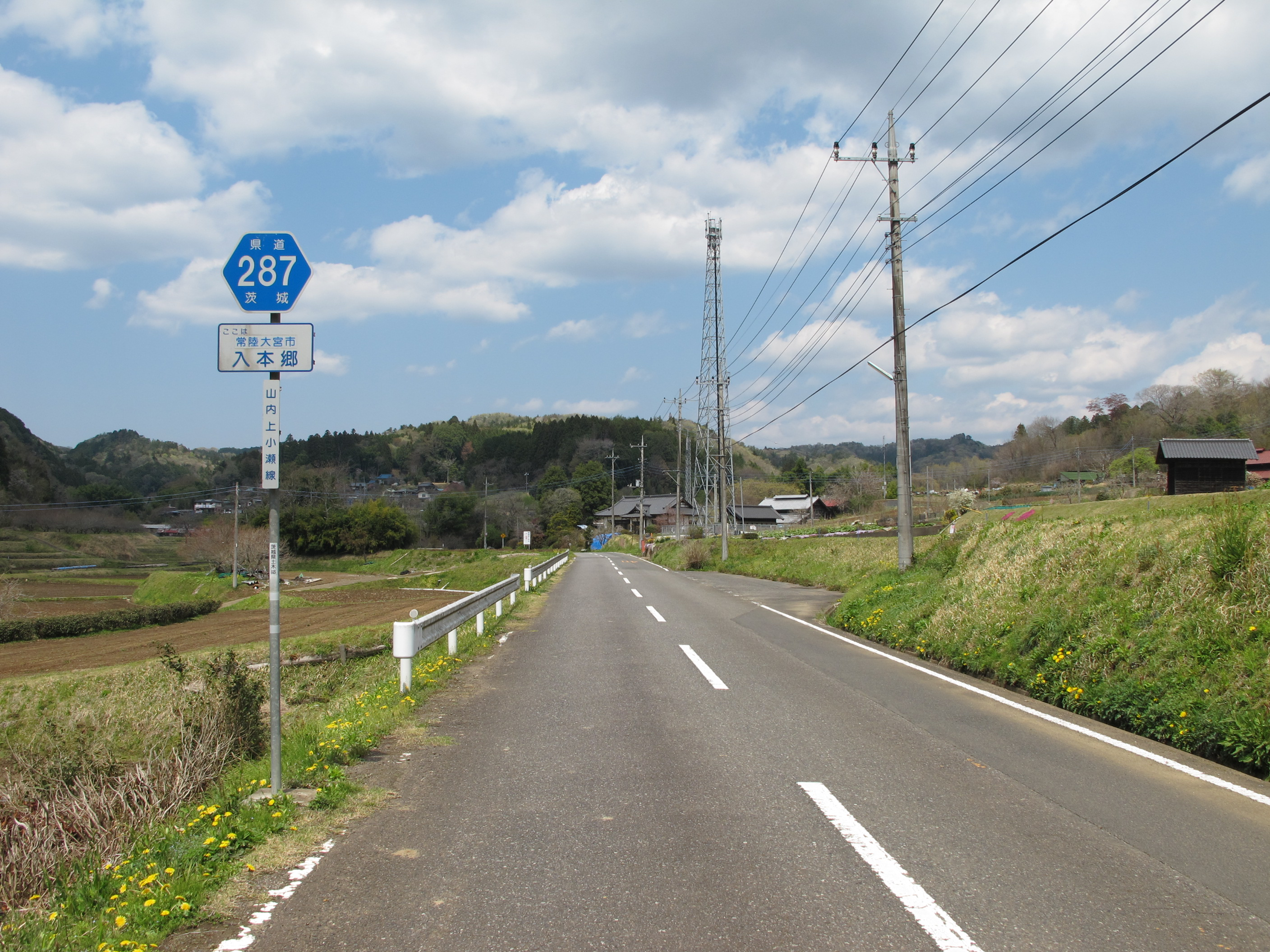
常陸大宮市入本郷（2014年4月）
県道長倉小舟線と重複

栃木県道・茨城県道287号山内上小瀬線（とちぎけんどう・いばらきけんどう287ごう やまうちかみおせせん）は、栃木県芳賀郡茂木町から茨城県常陸大宮市に至る一般県道である。

## 概要
路線名称は起点終点の自治体の大字名を取っている。茨城県常陸大宮市の緒川地区から栃木県茂木町を跨る山間部を通り、路線区間の大部分は茨城県側にあり、栃木県側の延長は僅か80m程である。同路線は茨城県道39号笠間緒川線および茨城県道164号長倉小舟線と一部重複しており、地区を結ぶ連絡道路よりも沿線地区の生活道路の性格が強い。

### 路線データ
- 起点：栃木県芳賀郡茂木町山内（栃木県道171号山内上境線交点）
- 終点：茨城県常陸大宮市上小瀬2181番の1（国道293号交点＝永代橋西[注釈 1]交差点）[1]
- 総延長：10.544 km（栃木県区間：0.079 km、茨城県区間：10.465 km[2]）
- 重用延長：*.* km（栃木県区間：*.* km、茨城県区間：2.922 km[2]）
- 未供用延長：なし（栃木県区間：*.* km、茨城県区間：0.0 km[2]）
- 実延長：*.* km（栃木県区間：*.* km、茨城県区間：7.543 km[2]）
- 自動車交通不能区間延長[注釈 2]：*.* km（栃木県区間：*.* km、茨城県区間：0.0 km[2]）

## 歴史
1976年（昭和51年）3月16日に起点を栃木県芳賀郡茂木町大字山内、終点を茨城県那珂郡緒川村大字上小瀬とする新規路線して県道路線認定された。その後1995年（平成7年）に整理番号287へ変更されて現在に至る。

### 年表
- 1976年（昭和51年）3月16日：茨城県において県道山内上小瀬線（整理番号399）として路線認定される[3]。
  - 茨城県内の道路区域を、那珂郡緒川村大字千田栃木県界 - 同村大字上小瀬（10.481 km）に指定および、供用開始[3]。
- 1995年（平成7年）3月30日：茨城県区間において、整理番号399から現在の番号（整理番号287）に変更される[4]。
- 2008年（平成20年）8月28日：常陸大宮市小瀬沢の現道（1.14 km）を拡幅改良2車線化し道路供用開始[5]。

## 路線状況
道路法の規定に基づき、常陸大宮市松之草（主要地方道日立緒川線交差） - 同市上小瀬（総合支所北交差点）間は、緊急輸送道路として機能を維持するため、災害発生時の被害拡大防止を目的に道路用地内に電柱を建てることが制限されている。

### 道路施設
- 落合橋（小舟川、常陸大宮市上小瀬）

## 地理

### 通過する自治体
- 栃木県芳賀郡茂木町 - 茨城県常陸大宮市

### 交差する道路
- 茨城県道164号長倉小舟線
- 茨城県道39号笠間緒川線

### 沿線
- 松之草村小八兵衛とその妻の墓（茨城県常陸大宮市松之草）
- アザレアカントリークラブ（常陸大宮市小瀬沢）